# Pieter Johannes Sijpesteijn
Pieter Johannes Sijpesteijn (Rotterdam, 16 september 1934 – Baarn, 28 mei 1996) was hoogleraar Oude Geschiedenis en Papyrologie aan de Gemeentelijke Universiteit van Amsterdam. 
Sijpesteijn werd in Rotterdam geboren als zoon van Johannes Pieter Sijpesteijn en Maria Kop. Hij is de vader van Gijsbert en Petra Sijpesteijn.

## Studie
Na het Gymnasium Augustinianum in Eindhoven en het Erasmianum te Rotterdam haalde hij in 1954 het einddiploma. In hetzelfde jaar begon hij de studie klassieke taal- en letterkunde aan de Leidse Universiteit. Sijpesteijn studeerde in Wenen (1959/1960) en een tijdlang in Madison (1964, 1965). Hij slaagde in 1961 voor de doktorsgraad Klassieke letteren aan de Rijksuniversiteit Leiden. In 1961 promoveerde hij bij Van Groningen op de publicatie van een aantal papyri uit de Weense collectie.

## Papyrologie
Na zijn doctoraalexamen was Sijpesteijn tot 1963 leraar klassieke talen aan het Stedelijk Gymnasium te Arnhem, daarna aan het Erasmianum te Rotterdam. In 1967 werd hij benoemd tot buitengewoon lector in de papyrologie aan de Universiteit van Amsterdam. Papyrologie houdt zich bezig met teksten op papyri maar ook bijvoorbeeld op ostraca (potscherven uit Griekenland en Egypte). Ze bestrijkt een periode van ruim duizend jaar, vanaf de 4e eeuw v. Chr. tot de verovering van Egypte door de Islamitische Arabieren in de 8e eeuw. In de Griekse papyrologie spelen met name de Griekse paleografie, de Griekse taal- en letterkunde en de diverse onderdelen van de Griekse en Romeinse geschiedenis een rol.
Per 1 januari 1996 trad Sijpesteijn terug om zich geheel aan de papyrologie te kunnen wijden in zijn huis met reusachtige bibliotheek in Baarn. Na een ernstige ziekte overleed hij in de nacht van 28 op 29 mei van dat jaar, op 61-jarige leeftijd.

## Huldebundel
- Papyri in memory of P.J. Sijpesteijn, ed. by A.J.B. Sirks and K.A. Worp. New Haven, CO, American Society of Papyrologists. 2007. ISBN 978-0-9700591-0-9  (Met bibliografie van Sijpesteijns werken.)

## Publicaties (selectie)
- Pieter J. Sijpesteijn: Griechische Texte XIIB. Papyri aus Panopolis. (2 Teile) Wien, Hollinek, 1991. ISBN 3-85119-245-1
- P.J. Sijpesteijn: Customs duties in Graeco-Roman Egypt. Zutphen, Terra Pub. Co., 1987. ISBN 90-6255-332-X
- P.J. Sijpesteijn: The Aphrodite papyri in the University of Michigan papyrus collection. utphen, Terra Pub. Co., 1977. ISBN 90-6255-204-8
- P.J. Sijpesteijn: Een geschenk van de Nijl. Academische rede Gemeentelijke Universiteit Amsterdam, 1968. Geen ISBN
- P.J. Sijpesteijn: Einige Wiener Papyri / Papyri Vindobonenses Sijpesteijn. Lugdunum Batavorum,  Brill, 1961. Geen ISBN (Tegelijkertijd proefschrift Leiden)